# Zigoitia
Zigoitia község Spanyolországban, Arabában. Lakosainak száma 1844 fő (2024).

## Földrajza
Zigoitia Zuia, Legutio, Arratzua-Ubarrundia, Vitoria-Gasteiz, Zeanuri és Ubide községekkel határos.

## Népesség
A település lakosságának változását az alábbi diagram mutatja:
| Lakosok száma | 1295 | 1331 | 1407 | 1649 | 1729 | 1743 | 1727 | 1747 | 1802 | 1844 |
|               | 2001 | 2004 | 2006 | 2009 | 2011 | 2014 | 2016 | 2019 | 2021 | 2024 |